# 康迪特冰川
77°53′S 162°47′E / 77.883°S 162.783°E
康迪特冰川是南極洲的冰川，位於維多利亞地的斯科特海岸，處於大教堂岩東部，最終注入費拉爾冰川，由羅伯特·斯科特率領的英國探險隊命名。